# Kaori Moritani
Moritani Kaori (守谷香) es una cantante japonesa. Moritani comenzó su carrera en 1986, cuando ganó el premio Grand Prix en el concurso Miss Rainbow. Poco después, apareció en su primer papel en una película y lanzó su primer sencillo, Yokokuhen, en 1987. Más tarde tuvo un papel en la obra de teatro Hamlet al lado de TOSHI, miembro de X JAPAN, en 1993. Cuatro años más tarde se retiraría del mundo del espectáculo después de casarse con TOSHI. Sin embargo, pronto se hizo una reaparición en 2008 con el sencillo digital septiembre Rain.

## Discografía

### Álbumes
- [1987.07.21] Chizu no Nai Nachi (地図のない街)
- [2003.12.03] Moritani Kaori Best (守谷香ベスト)
- [2009.07.31] Kirei na Heart (きれいなハート)

### Singles
- [1987.05.27] Yokokuhen (予告編)
- [1987.10.21] Ano Sora wa Natsu no Naka (あの空は夏の中)
- [1988.04.21] Oyomesan ni Natte Agenaizo (お嫁さんになってあげないゾ)
- [1988.05.21] Lady Crest ~Tobira wo Agekete~ (レディ・クレスト　～扉を開けて～)
- [1988.10.01] Shitsurenza (失恋座)
- [1989.02.01] Kanashii no Hako Maru no (悲しいのはこまるの)
- [1989.06.21] Try Love Again

### Participación a dueto con TOSHI (X JAPAN)
- (2008.09.30) TOSHI TOSHI DUET I Towa ni Tabi Suru Koto
- (2009.03.25) TOSHI & WANKU - Daichi wo Shizumete
- (2009.08.13) TOSHI Itsumademo
- (2009.09.11) TOSHI Arigatou no uta

### Digital Single
- [2008.10.09] SEPTEMBER RAIN

- Datos: Q6149724